# Herrarnas fristående i gymnastik vid olympiska sommarspelen 1980
Herrarnas fristående i gymnastik vid olympiska sommarspelen 1980 avgjordes den 20-25 juli i Sports Palace of the Central Lenin Stadium.

## Medaljörer
| Gren                 | Guld                        | Silver                          | Brons                            |
| Herrarnas fristående | Roland Brückner Östtyskland | Nikolaj Andrianov Sovjetunionen | Aleksandr Ditiatin Sovjetunionen |

## Resultat

### Final
| Placering | Gymnast                  | C     | O     | Kval  | Final | Totalt |
| --------- | ------------------------ | ----- | ----- | ----- | ----- | ------ |
|           | Roland Brückner (GDR)    | 9,850 | 9,850 | 9,850 | 9,900 | 19,750 |
|           | Nikolaj Andrianov (URS)  | 9,900 | 9,850 | 9,875 | 9,850 | 19,725 |
|           | Aleksandr Ditiatin (URS) | 9,800 | 9,800 | 9,800 | 9,900 | 19,700 |
| 4         | Jiří Tabak (TCH)         | 9,850 | 9,800 | 9,825 | 9,850 | 19,675 |
| 5         | Péter Kovács (HUN)       | 9,750 | 9,800 | 9,775 | 9,650 | 19,425 |
| 6         | Lutz Hoffmann (GDR)      | 9,700 | 9,750 | 9,725 | 9,000 | 18,725 |